# 第六代里士满公爵查尔斯·戈登-伦诺克斯
查尔斯·戈登-伦诺克斯，第六代里士满公爵、第一代戈登公爵，KG，PC（Charles Gordon-Lennox, 6th Duke of Richmond, 1st Duke of Gordon，1818年2月27日—1903年9月27日），英国保守党政治家。他在继承父亲的爵位前称为“邊疆伯爵”（Earl of March）。

## 生平

### 早年
1818年2月27日，伦诺克斯在白厅里士满楼（Richmond House）出生。他的父亲是军人、保守党政治家查尔斯·戈登-伦诺克斯，第五代里士满公爵，曾参与半岛战争，是威灵顿的部将。在格雷勋爵执政期间，他在内阁里担任邮政总长。伦诺克斯的母亲是卡罗林·佩吉特（Caroline Paget），安格爾西侯爵亨利·佩吉特的长女。他的祖先包括英王查理二世（他与情妇樸次茅斯女公爵的私生子即是第一代里奇蒙公爵查爾斯·倫諾克斯）。
伦诺克斯起初受教于威斯敏斯特公学（Westminster School），后入牛津大学基督学院（Christ Church, Oxford）深造，在1839年获得文学士学位。大学毕业后，他以Cornet軍銜加入皇家近卫骑兵团，在1844年退役时已是上尉。在此期间，伦诺克斯一直是后备役（与预备役不同）军人。他先后担任两位英国陆军总指挥（Commander-in-Chief of the Forces）的副官。这两位指挥，第一位是威灵顿公爵，第二位是希尔勋爵（Lord Hill）。

### 第二次德比政府
1841年大选期间，伦诺克斯在西萨塞克斯选区参选国会议员，获得成功，一直连任，直至在1860年10月21日继承父亲爵位，升入上议院。他在下议院里很活跃，经常发言，在农业方面很有权威。1859年3月，第二次执政的德比伯爵任命伦诺克斯为济贫法委员会主席（Presidents of the Poor Law Board）。他亦因而进入枢密院。伦诺克斯的任期不长，政府在6月就倒台了。

### 第三次德比政府
1866年7月，保守党再度执政，他在次年1月15日获封为嘉德骑士。同年3月，克兰伯恩勋爵、卡那封伯爵（Lord Carnarvon）与乔纳森·皮尔（Jonathan Peel）三人一同辞去在政府里的职务，以抗议本杰明·迪斯雷利引入议会改革法令。伦诺克斯在这个问题上，支持本杰明·迪斯雷利。同月6日，他获任为贸易委员会主席。

### 反對黨
1869年，自由党在威廉·格莱斯顿的领导下击败保守党，重新上台执政。同年，格莱斯顿引入一个法令（Irish Church Act 1869），以世俗化愛爾蘭教會，在二读时遭到伦诺克斯与盖索恩·盖索恩-哈迪，第一代克兰布鲁克伯爵（Gathorne Gathorne-Hardy, 1st Earl of Cranbrook）等保守党人的极力反对。1870年，他接受了上议院保守党领袖（Leader of the Conservative Party in the House of Lords）一职。伦诺克斯与迪斯雷利的关系不太密切。他在议会内的演讲不太精彩，但他仍然是保守党原则的坚定拥护者。1872年，格莱斯顿引入了一个法令（Ballot Act 1872），要求各地选举以不记名投票形式进行。伦诺克斯为确保这个法令，希望修改法令条文，由必须不记名投票改为可以不记名投票，也可以记名投票。修订以83票对67票通过。在另一个修订的辩论上，他猛烈批评了格伦维尔·莱韦森-高尔，第二代格伦维尔伯爵（Granville Leveson-Gower, 2nd Earl Granville）。这个修订遭到下议院以157票对138票反对否决。

### 第二次迪斯雷利政府
1874年2月，在充任了6年反对党后，保守党再次执政，迪斯雷利组成第二次政府。虽然伦诺克斯想在新政府中担任陸軍大臣，但他最终没有如愿以偿，只获得了枢密院议长一职。他接受了这个事实，还说准备好为党的利益而行动。5月18日，伦诺克斯引入了一个法令（Scotch Church Patronage Bill），把苏格兰教会的世俗赞助人的产生方式由任命制改为选举制。他还引入了另一个法令（Endowed Schools Act Amendment Bill），以改革教育，法令在下议院里的讨论很激烈。次年3月12日，伦诺克斯又再引入一个法令（Agricultural Holdings Bill），保障土地租户的权益。法令不用分拆，就在上议院里通过了。辩论期间，他显示出他的观点：强烈反对干涉地主与租户之间的契约。1876年，伦诺克斯想补充1870年初等教育法令，引入新法令规定学生要达到一定的出勤率。接下来的一年里，他想订立新法规（Burial Bill），允许非国教徒葬于教会墓园，受到不少反对，最终以127票对111票未获通过。1876年1月13日，伦诺克斯获封为戈登公爵（Duke of Gordon），金銮伯爵（Earl of Kinrara），成为联合王国贵族。 1876年8月，迪斯雷利获封为比肯斯菲爾德伯爵，升入上议院，取代他成为上议院保守党领袖。此後，他繼續參與關於農業的討論。1878年，伦诺克斯引入一個法令（Contagious Diseases (Animals) Bill），應對當時爆發的家畜疾病。他處理了受感染的農場，規定從外國（除了樞密院指定的幾個國家）進口的家畜必須屠宰。這個規定正如伦诺克斯所料，沒有持續多長時間。话虽如此，但他管理有方，重组了枢密院Veterinary Department（管理家畜的部门，后为农业委员会）。国内农业大受打击，伦诺克斯在1879年8月4日获任为农业皇家委员会的主席。在任期间，他得心应手，主导了一个调查，一直持续到1882年7月。1881年7月14日，委员会向议会呈交了一份报告，内容谈及爱尔兰的土地使用权，承认Ulster Custom（一个保障当地住户权益的政府机构）的缺陷。议员一致签署了最终报告，还加上了一个备忘录，表达出不同的政见，建议改革地方政府，税金，法律与赔偿。执政的自由党根据报告，引入了新法令（Agricultural Holdings Act），在1883年获得通过，创设了农业委员会。

### 晚年
迪斯雷利逝世后，伦诺克斯发表了一个演讲，支持索尔兹伯里侯爵继任上议院保守党领袖一职。但是，有资料显示，他有意再度担任这个职位。妻子健康恶化后，伦诺克斯打消了这个念头。在此之后，他仍然参与辩论。1883年，议会开展了有关Agricultural Holdings Bill的辩论，伦诺克斯参与其中。同年，苏丹叛军攻占喀土穆围，他亦参与了有关议会辩论。1884年，伦诺克斯受英女皇委托，化解政治危机。1886年，他没有像十几年前那样，担任苏格兰大臣。伦诺克斯从此退出政坛，在1903年9月27日病逝，遗体葬于家族墓园。

## 家庭
里士满于1843年11月28日娶弗朗西斯·哈里特·格雷维尔（Frances Harriett Greville）为妻，夫妇育有六名子女：
- 卡罗琳·戈登-伦诺克斯贵女（1844年10月12日 - 1934年11月2日），终身未婚
- 查尔斯·戈登-伦诺克斯，第七代里士满公爵（1845年 - 1928年）
- 塞特林顿·查尔斯·戈登-伦诺克斯勋爵（1847年9月19日 - 1921年10月3日），娶布兰奇·梅纳德（Blanche Maynard）为妻，夫妇育有一女埃华·戈登-伦诺克斯（1887年6月16日 - 1982年3月3日）
- 陆军上尉弗朗西斯·查尔斯·戈登-伦诺克斯勋爵（Cpt. Lord Francis Charles Gordon-Lennox，1849年7月30日 - 1886年1月1日），终生未婚
- 佛罗伦萨·戈登-伦诺克斯贵女（Lady Florence Gordon-Lennox，1851年6月21日 - 1895年7月21日），终身未婚
- 华莱特·查尔斯·戈登-伦诺克斯勋爵（Lord Walter Charles Gordon-Lennox，1865年7月29日 - 1922年10月21日），娶爱丽丝·奥格尔维-格兰特（Alice Ogilvie-Grant）为妻，无后

## 头衔
- 里士满公爵殿下，KG，PC（His Grace The Duke of Richmond, KG, PC）

## 注脚
1. ↑  苏格兰贵族爵位戈登公爵早已在1836年断绝。

### 书籍
- Charles Mosley, editor, Burke's Peerage, Baronetage & Knightage, 107th edition, 3 volumes (Wilmington, Delaware, U.S.A.: Burke's Peerage (Genealogical Books) Ltd, 2003), volume 3, page 3336.
- Matthew H.C.G., editor, Dictionary of National Biography on CD-ROM (Oxford, U.K.: Oxford University Press, 1995).
- G.E. Cokayne; with Vicary Gibbs, H.A. Doubleday, Geoffrey H. White, Duncan Warrand and Lord Howard de Walden, editors, The Complete Peerage of England, Scotland, Ireland, Great Britain and the United Kingdom, Extant, Extinct or Dormant, new ed., 13 volumes in 14 (1910-1959; reprint in 6 volumes, Gloucester, U.K.: Alan Sutton Publishing, 2000), volume X, page 846.

### 网页
- . http://thepeerage.com/e2915.htm.   [2012-09-06]. （原始内容存档于2021-01-26） （英语）. 外部链接存在于|publisher= (帮助)

| 前任： 斯塔福德·诺思科特爵士，Bt | 贸易委员会主席 1867 - 1868 | 繼任： 约翰·布莱特 |

[[[Category:嘉德騎士]]